# イロコイ連邦

イロコイ連邦の旗。イロコイの「大いなる法」を記録したワムパム・ベルトを意匠としている。

イロコイ連邦（イロコイれんぽう、英: Iroquois Confederacy）またはホデノショニ連邦（英: Haudenosaunee Confederacy）は、北アメリカのアメリカ合衆国ニューヨーク州オンタリオ湖南岸とカナダにまたがった保留地を持つ、6つのインディアン部族により構成される部族国家集団をいう。
この連邦の成立は、14世紀ごろと民族学者の間では推測されている。成立当初から、6部族で構成されていたのではなかった。「大いなる法」などの呼称で伝わる起源伝承によれば、17世紀に5部族の連合として、今日「イロコイ連邦」として知られる連邦国家が成立した。
イロコイ連邦はアメリカ独立戦争（1775年 - 1783年）に巻き込まれ、パリ講和条約（1783年）後のスタンウィックス砦条約（1784年）で独立した地位（主権性）をほぼ喪失した。

## 歴史

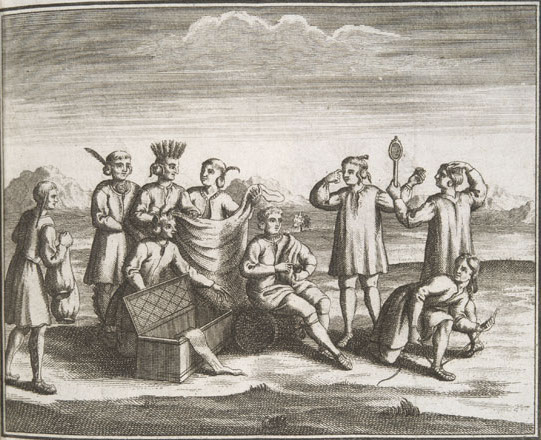
フランス人からの交易品を身につけるイロコイ族（1722年）

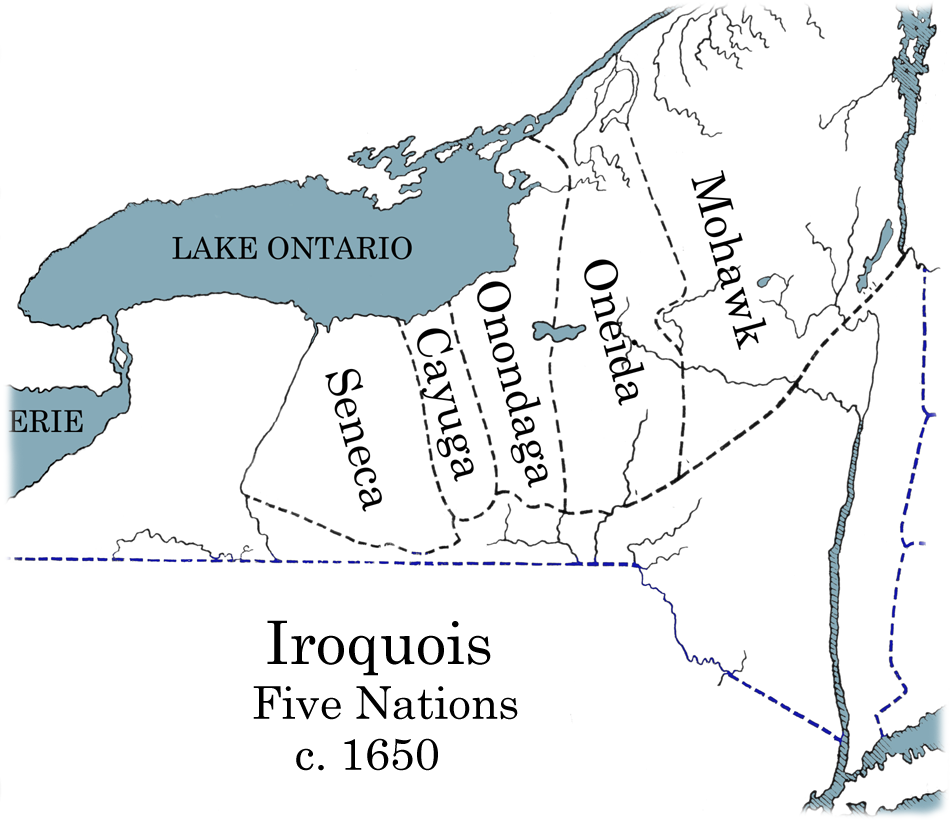
1650年のイロコイ連邦の領土

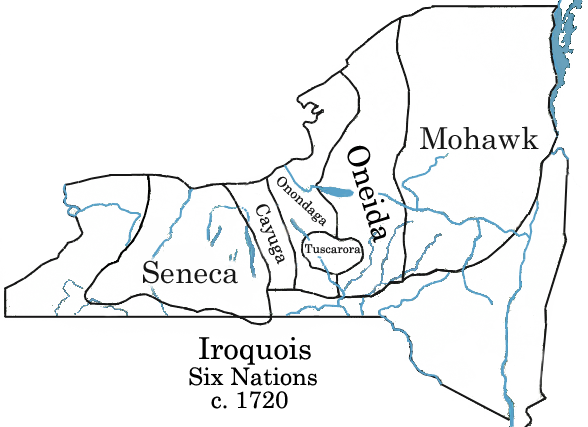
18世紀にタスカローラ族が同盟し、6部族連合となった。

「大いなる法」などの呼称で伝わる起源伝承によれば、17世紀に、ワイアンドット族（ヒューロン族とも、Huron）のデガナウィダと、モホーク族のハイアワサの調停によって、互いに戦争状態にあった五大湖湖畔のカユーガ族、モホーク族、オナイダ族、オノンダーガ族、セネカ族の5つの部族が同盟し、「ホデノショニ 」という今日「イロコイ連邦」として知られる5部族連合の連邦国家が成立した。デガナウィダによって設計されたこの部族連合は、18世紀前半にタスカローラ族が加わって6部族連合となったのち、アメリカ独立戦争ごろまで強固な結束を保った。5部族の和平を結び連邦の成立を成し遂げたデガナウィダとハイアワサは、「グレート・ピースメーカー (Great Peace Maker)」 として知られている。
イロコイ連邦はヨーロッパ人の到来以前から機能しており、実際の連邦の成立は14世紀半ばまでさかのぼるとする研究もある。また、その成立過程は5か国が一度に結集したわけではなく、モホークとオナイダとオノンダーガの3か国が先に連邦を形成し、のちにカユーガ、セネカが参加したと考えられている。
「イロコイ」の名称は、ワイアンドット族が「イリアコイ（黒い蛇）」と呼んだ通称に、フランス入植者が「ois」を語尾に付け、「イロコワ (Iroquois)」と呼んだのが由来である。彼ら自身は「オングワノシオンニ（我ら長い小屋に住む者）」と自称する。

### アメリカ独立戦争と失われていった独立
アメリカ独立戦争（1775年 - 1783年）に巻き込まれたイロコイ連邦は、イギリス本国（王党派）側に立った陣営と13植民地独立派側に立った陣営に分断されて6部族連合の結束が崩れ、互いに敵として戦い合うことになった（初戦はオリスカニーの戦い）。独立派にとってニューヨーク邦内のイロコイとの戦いは、イギリス側に立つ先住民勢力の制圧という当面目標の達成のみにとどまらず、イロコイの抵抗力を取り除いてその土地を獲得するという長期目標を叶える機会でもあった。
独立戦争が始まるとイロコイ連邦は、イギリス側と独立派の双方から交渉を持ち掛けられて駆け引きの対象となり、注目を受けた。そして、戦闘へ参加するイロコイの集団も現れる。
イングランド国教会の信徒であったジョゼフ・ブラントからの説得を受け入れたモホーク族に、「伝統宗教」的立場をとったセネカ族はイギリス側の陣営として立ち、局外中立を当初目指したオノンダーガ族およびカユーガ族も独立派に襲撃を受けるとイギリス側への協力に回った。プロテスタントの信徒が多かったオナイダ族のほか、タスカローラ族は独立派側の陣営として立った。
モホーク族戦士の長ジョゼフ・ブラントとイギリスの共同部隊は、ゲリラ戦を仕掛けて独立派集落に襲撃を繰り返し、独立派に打撃と恐怖を与えた（コブルスキルの戦いやジャーマンフラッツへの攻撃、チェリーバレー虐殺など）。とりわけ、ブラントを除くインディアン諸族の兵とイギリス兵の共同部隊による「ワイオミングの虐殺」は、1778年の夏ごろに戦争全体での優勢を確立しつつあった独立派へ大きな衝撃をもたらした。そうした中、独立派の大陸軍最高司令官であるジョージ・ワシントンはニューヨーク邦内のイロコイ勢力掃討を計画して大陸会議の許可を受け、1779年6月に根拠地の破壊と無力化を目的としたジョン・サリバン少将の遠征が実行された。9月まで行われたこのサリバン遠征でブラントらの部隊が壊滅させられることはなかったが（ニュータウンの戦い）、イロコイの居住地は徹底した破壊を受けて焦土化された。これは、オナイダ族を除くほとんどのイロコイ連邦諸族を明らかに敵として扱うものであった。ブラントは自身に賛同した他のイロコイ連邦諸族の一部も引き連れ、英領カナダを拠点として独立派に対するゲリラ戦を続けた（ラフリーでの一方的な勝利など）。
独立戦争に勝利したのは独立派、アメリカ合衆国であった。パリ講和条約（1783年）では、イロコイ族を含むインディアン諸族は顧みられることなく、イギリスにミシシッピ川以東の地域を米国の司法権下へ引き渡させた。イロコイ連邦は内部対立を収拾できないまま、スタンウィックス砦条約の会議に立たされる。1784年のスタンウィックス砦条約はアメリカ合衆国のイロコイ連邦に対する講和条約としての性質があり、イロコイは米国へ領土（ペンシルバニア州域北西部とニューヨーク州域西部の大半）の割譲を強いられ、その独立した地位（主権性）もほぼ喪失する。同条約の会議でイロコイ連邦は、以前まで有していた支配権の譲渡をアメリカ合衆国に対して原則的には受容しなければならない地位にあるということを認めることになった。強いられたこの条約をイロコイ側は批准しなかったが、そのことはもはや米国側によるイロコイからの土地獲得の障害にはならなかった。
独立派に与したオナイダ族とタスカローラ族も、1785年のハーキマー砦条約で土地の譲り渡しを州政府に強いられた。イロコイの諸族は以後も、1788年にオノンダーガ族とオナイダ族、1789年にカユーガ族、1797年にモホーク族が、州政府との個別条約で土地の譲り渡しを強いられていった。しかし、それらの条約はアメリカ連邦政府の承認が明確になっておらず、原則として合法性が疑われるものであった。

## 統治
イロコイ連邦に所属する国は母系社会であり、クラン・マザー（氏族の母）をはじめとする女性たちが合議し、連邦を運営する男性の首長たちを推挙・解任する。特定の家系の男子のみが首長に選出される資格を持ち、その資格は母系で継承されていくという世襲制にある。首長は連邦全体で50名の男性で構成され、モホーク9名、オナイダ9名、オノンダーガ14名、カユーガ10名、セネカ8名と決まっている。首長にはそれぞれに称号があり、次代の男性首長へと継承される。その中にはワンパムの保管など特別な役目をもつ称号もある。首長は平時においても戦時においても他の氏族員に対して権利においては優越せず、氏族全体の意思と、罷免権を持つ女性の意思を尊重せねばならない。
年に6度の宗教祭（楓祭・植付祭・漿果祭・青トウモロコシ祭・収穫祭・新年祭）を執行する「信仰の番人」は、単なる宗教職ではない「人民の悪業を種族会議に報告する権力を有する人民の監察官」であり、これには首長とともに女性たちも選ばれている。
首長は年に一度オノンダーガ領内にある「中央の炎」と呼ばれる場所に集まり、連邦全体に関わる問題を討議した。連邦のうち、モホークとオノンダーガ、セネカは「年上の兄弟」、カユーガとオナイダは「年下の兄弟」と呼ばれるグループに分かれる。ある議題を論議する場合、まず年下の兄弟のあいだで討議し、その議論を年上の兄弟たちは傍聴する。次に年上の兄弟たちが同じ議題について議論し、年下の兄弟で出た結論と同じ結論になればそれで可決となる。結論が異なった場合、議論は振り出しに戻る。全体が納得するまで議論する仕組みから、結論が出るまでに1年以上かかることも珍しくなかった。
重要な決まりごとはワムパム・ベルトという貝殻ビーズの織物に幾何学模様で記録する。19世紀になると、白人たちがでたらめな模様のワムパム・ベルトを作って売り買いしたため、これを正規物と誤解したインディアン部族間の戦争まで起こった。現在も部族の法を記録したこの織物は大切に保持されている。

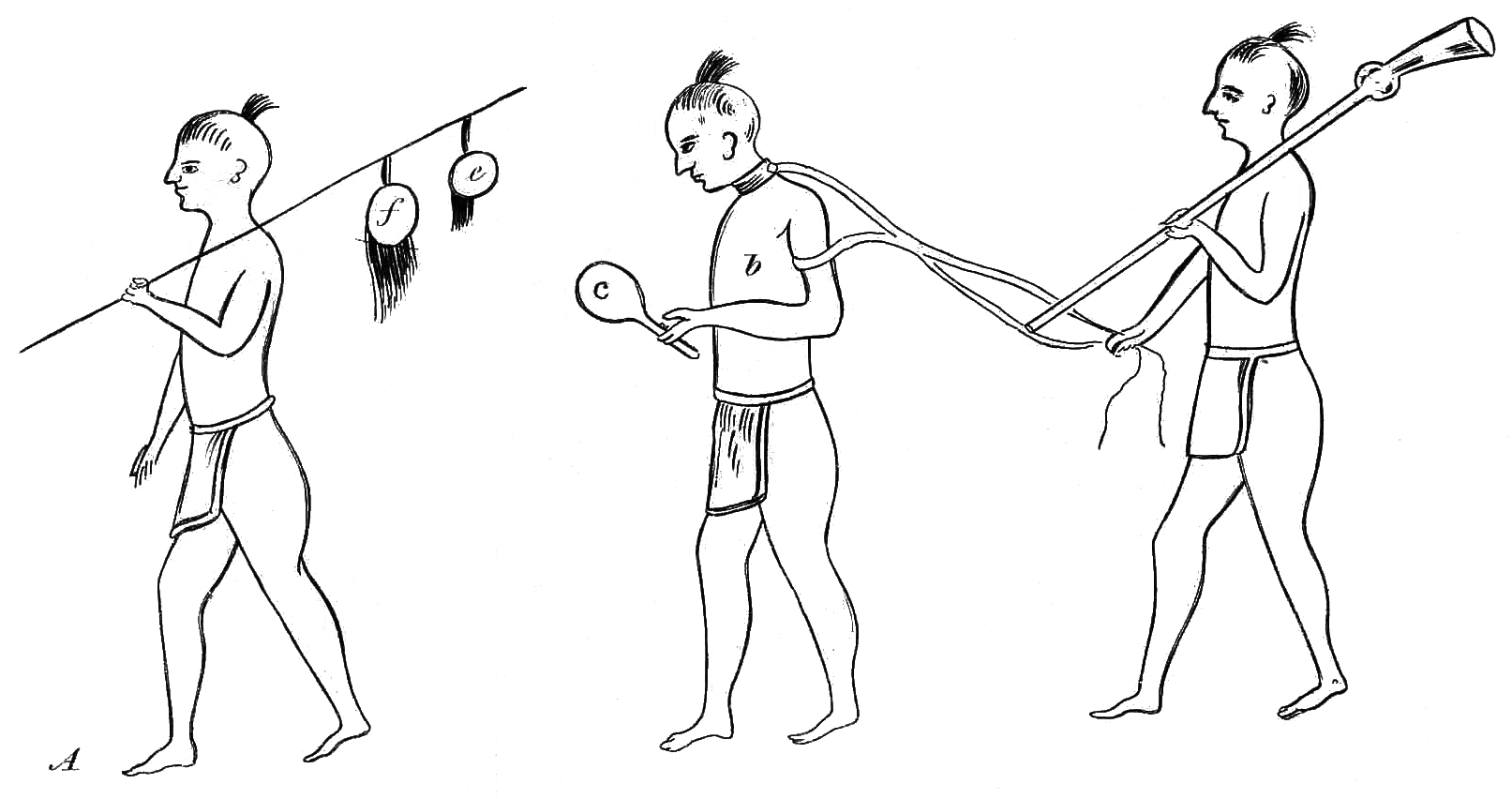
敵の頭の皮を手土産に、捕虜を連行するイロコイ戦士（1849年）

イロコイ連邦は女が農耕をおこない、男は戦士を務める軍事国家だった。彼らは周辺のインディアン部族に戦いを挑み、敵部族の捕虜に対して両側から棒で殴られる中を走らせるガントレットの儀式で試し、これに耐えた戦士を新しい血、公式な部族員として迎えた。イロコイの戦士の苛烈さは他部族のみならず白人入植者を震え上がらせた。彼らは敵部族に拷問を行う風習も持っていた。また、彼らは敵部族を征服し傘下とすると、安全保障条約を結び、その部族に代わって他の部族と戦った。
こういった獰猛な戦士の姿から、イロコイ連邦の部族に「蛇」をイメージするインディアン部族は多かった。オジブワ族は彼らを「ナドワ（毒蛇）」と呼んだ。これは「スー族（ナドウェズスー＝小さい毒蛇）」と同じ由来である。オタワ族は彼らを「マッチェナウトワイ（悪い蛇）」と呼んだ。

イロコイ社会における女性
下記のようにイロコイの女性が書いている：
イロコイ族は歴史的に母権制に従ってきました。男性と女性は伝統的に別々の役割を果たしてきましたが、どちらも国家で実際的権力を保持しています。土地を「所有する」権利は誰にもありませんが、創造主は女性を土地の管理人に任命したと考えられています。伝統的に、クランマザーが子供を育ててきていて、他の人たちよりも高い評価を受けているため、リーダーを任命します。同様にして、リーダーが健全であることを証明しない場合、腐敗した場合、または人々の言うことを聞かない場合は、氏族の母親は彼のリーダーシップを剥奪する力を持っています。氏族の長は、その氏族の女性長老の評議会によっていつでも解任され得ます。首長の姉妹には歴史的に彼の後継者を指名する責任がありました。氏族の母親、各氏族の年配の女性は非常に尊敬されています。
イロコイ族は伝統的に母系制に従っており、先祖伝来のリーダーシップが女性側の血統上を、つまり母親から、子供へと受け継がれてきています。伝統的な結婚の子供たちは自分の母親の氏族に属し、彼女の社会的地位を通して自分の社会的地位を獲得します。彼女の兄弟たちは子供たちにとって重要な教師であり良き指導者であり、特に男の子に男性の役割と社会を紹介しています。カップルが別れた場合、伝統的に女性がその子供を養います。イロコイ族では母系の氏族内で結婚することは近親相姦と見なされているが、父系の同じ氏族の出の誰かと結婚することは受け入れられると考えられている。
歴史的に、女性は住居、馬、農地を所有しており、結婚前の女性の財産は、夫の財産と混ざることなく所有されていました。女性の手によって生じた成果は、女性がそれが適切だと思うように取り扱われるべきであり、女性のものなのです。
歴史的に、結婚時に、若いカップルは妻の家族のロングハウスに住んでいました(妻方居住)。ぐうたらな、あるいは何か満足のいかない夫と離婚することを選択した女性は、自分の所有物を持って住居を出て行くように彼に頼むことができます。

近現代
選挙に基づいた自治制度がアメリカやカナダの政府によって導入されて、政府公式の自治議会とイロコイ「伝統」の自治議会が併存している地域がある。そうした地域では、双方の対立という問題も見られる。20世紀末以降には、特定の家系からのみ首長が選出される制度に対して、当該家系外の部族民から「『特権』的な政治継承の原理」という意見も一部ではなされている。

## 文化

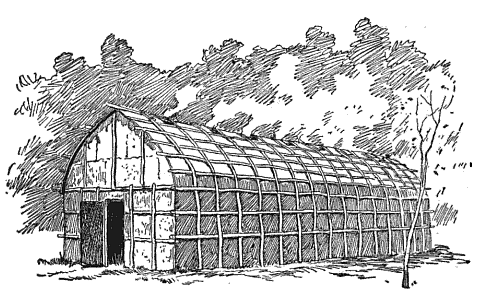
ロングハウス

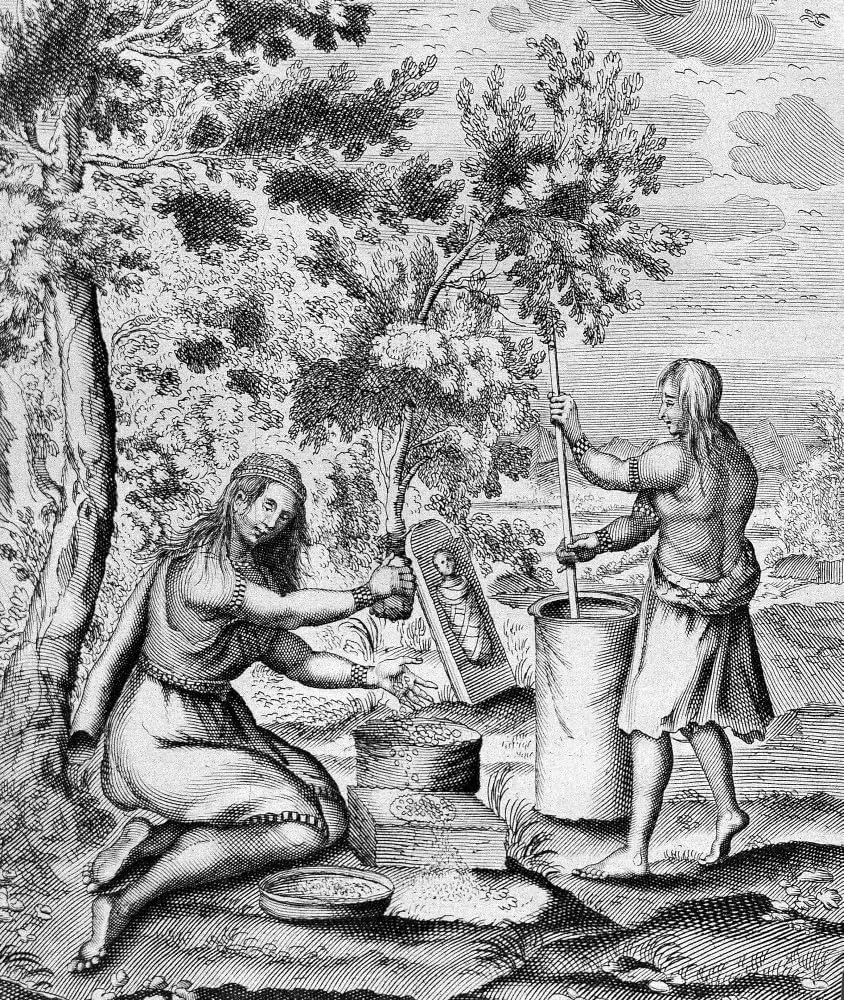
粉を挽き、干した果物を砕くイロコイ族の女性（1664年）

### 農耕
ロングハウスという、数家族が同居する住居（右図）を伝統住居とし、トウモロコシや豆、カボチャ（スクワッシュ）を栽培する農耕を行った。この三種の作物が人のために生まれてきたことを感謝し、「三姉妹、我々を維持する食べ物」とイロコイ族は呼ぶ。彼らの伝統的な作付けは、これらの種を同じ場所に撒き、トウモロコシに豆が絡みつき、その根元をカボチャが覆う、というものである。トウモロコシと豆を共に栽培するのは、労力の節約のほかに土壌から失われる窒素を豆で補う効果もあった。

### 食文化
1日に一度、朝と昼の中間の時間に正餐をとり、野禽のロースト、魚介類、サラダやベイクドパンプキン、ベイクドスクワッシュ、ヘーゼルナッツのケーキなどを食した。これらはニューイングランド地方の古典的な料理であるクラムチャウダー、ボストン・ブラウン・ブレッド、クランベリー・プディングなどの原型となった。

## アメリカ連邦政府との関わり
連邦政府が公認した全米500以上に上るインディアン部族は、インディアン事務局 (BIA) の監視・管理下にある「部族会議」を設置してFederally recognized tribesが集まる「首長制」となっている。しかしイロコイ連邦は当初から、連邦政府＝BIAの干渉を拒絶してこの種の「首長制」が強制される「部族会議」などの組織は持たず、「調停者」の合議制による自治独立を実現している稀有なインディアン部族である。これがアメリカ合衆国政府との条約によって保障された保留地 (Reservation) の本来の姿ということになる。
イロコイ・パスポート（ホデノショニ・パスポート）という鷲の羽根を使った独自のパスポートを発行しており、使用を連邦政府と相手国側に認められる場合もある。2005年に国際宗教学宗教史学会の東京大会へ招かれたオノンダーガ族パネリストの一団が来日する際、このパスポートの使用について日本政府側の承認があった（オノンダーガ・ネーションの公表による）。2010年の国際スポーツ大会において、イロコイのラクロスチームはアメリカ国務省からの承認を受けたものの、イギリス政府側はその使用を承認しなかった。
2009年9月21日にニューヨーク州のセネカ・ネーションは、その名の下で自らの部族民に西半球旅行の身分証明書を発行するために、合衆国国土安全保障省と開発協定の約定書に調印した。発行がされるようになれば、証明カードで合衆国の国境を越えて国外と行き来できることになる。
「ウーンデッド・ニー占拠」（1973年）の指導者の一人で連邦政府から訴追されたデニス・バンクスが、1983年にFBIから逃れるためニューヨーク州の部族国家オノンダーガへ亡命して話題となった。FBIは自治権の強さで知られるオノンダーガ・ネーションに入れず、バンクスに手が出せなかった。イロコイ国家はこの「ウーンデッド・ニー占拠」では代表団を送り、オグララ・スー族の独立国家宣言を最初に承認した。

## 「イロコイ影響論」という異説
イロコイ影響論とは、アメリカ合衆国の建国者（建国の父）たちや合衆国憲法起草にイロコイ連邦の諸要素が大きな影響を及ぼしたとする説。イロコイ影響論では、「自由」や「民主主義」といったイロコイ連邦の政治システムが新国家アメリカの基礎になったと歴史を認識している。イロコイを研究分野とする人類学者および憲法研究の権威と評価されている史学者のほとんどは、イロコイ影響論に強く反対している。影響論は、イロコイ族以外のインディアン部族を要因として挙げるものも含めて広くは受け入れられていない。
影響を及ぼした可能性についての提起は19世紀から時折あったが、1980年代にイロコイ影響論が主張されたとき大きく注目された。イロコイ影響論の賛同者は、包括的な議論提起および証拠提示を行った学者のブルース・E・ジョハンセン（アメリカ先住民学）とドナルド・A・グリンデ・ジュニア（アメリカ学）の研究成果を、インディアンをアメリカ史へ好意的に受容したものと見なしている。
1988年、アメリカ合衆国議会両院で「合衆国憲法へのイロコイ連邦の貢献」を認定した決議が可決され成立した。前年には上院議員ダニエル・イノウエの提案した同様の別決議が、上院で可決のみはされていた。イロコイ影響論をアメリカ先住民や教育界の多文化主義者の多くは好意的に迎え入れていたが、学界内の多数は影響論の裏付けとなる証拠やその論理について信頼のできないものとして見続けている。
アメリカ合衆国へイロコイ連邦の諸要素が及ぼした影響についてのコンセンサスは、
- （18世紀の）英領北アメリカ植民者は、イロコイの政治システムにあった国家連合の側面を確かに知っていた。
- （建国者たちの構想が）「イロコイに影響を受けた結果として存在する」とは明らかにされていない。

とするのが、バランスのとれた見方とされている。

### 異説の見解
イロコイの連邦制度がアメリカ合衆国の連邦制度の元になっており、13植民地がアメリカ合衆国として独立する際に、イロコイ連邦が協力して大統領制を始めとする合衆国憲法制定にも影響を与えたとする研究者もいる。ジョハンセンは、イロコイはベンジャミン・フランクリン（→1754年オールバニ会議の連合案）や、トーマス・ジェファーソン（→インディアン使節団への1802年演説）に影響を与えたのみならず、独立から憲法の制定にいたる過程で具体的な示唆を与えていたとしている。
このイロコイ連邦（六部族連合）のシステムは、植民地の政治家や思想家の心をとらえ、そのなかの何人か（フランクリンやトマス・ペイン）は、ロングハウスでの大協議会に参加し、外交についての授業を受けている。イロコイ連邦の長老は、何度も彼らの連邦のスタイルを白人たちの13植民地のモデルとして彼らに提示（→1744年には「連合を形成すべきと忠告」）している。
ハクトウワシの米国国章はイロコイ連邦のシンボルを元にしたものであり、合衆国憲法そのものも、言論の自由や信教の自由、選挙や弾劾、独立州の連合としての「連邦制」に、「安全保障条約」などがイロコイ連邦からアメリカ合衆国へと引き継がれたものである。

### 通説の見解
人類学者のエリザベス・トゥッカーは、新国家アメリカと異なった原理でイロコイの政治システムが構築されていたと説明する。合衆国憲法で採用された連邦制度と比べて、イロコイ連邦の連合方式は中央集権的要素が見られないものだった。50人の首長たちは選挙で選ばれるのではなくクラン・マザー（氏族の母）たちの推挙で決められ、首長数の連合参加各国への割り当ては連合のしきたりとしてある各国へ付けられた序列に則っていた。
13植民地入植者社会には、インディアンの言語に対する理解が不十分なうちから民主的制度が見られる。法制史学者のジャック・N・レイコウブは、ニューイングランド地方におけるタウンミーティングの民主的自治や、新大陸初の議会とされるバージニア議会（1619年開設）を例示している。さらに連邦主義的制度は、イロコイとの接触以前から見られる。政治学者のサミュエル・B・ペインは、ニューイングランド連合（1643年 - 1684年）の「連合規約」と呼ばれる近世の憲法の例を挙げている。この連合について、連合参加各植民地の対内主権は連合の力や主権と協同しており、連合体として実際に機能していたと説明する。1744年の「連合を形成すべきとの“忠告”」、イロコイ族にニューイングランド入植者が接触する1677年、それらの30年以上前に、イギリス人入植者が連合という仕組みに慣れていたことをペインは指摘している。
アメリカ独立革命以前と以後の重要な政治的概念の全ては、ヨーロッパの前例を明らかに参照していた。参政権の平等主義について、レイコウブはこう指摘する。結局のところ17世紀のイギリス社会に端緒があり、特にイングランド内戦およびイングランド共和国の時代とその時代に生じた出来事、貴族院および君主制の廃止、パトニー討論や平等派といった急進的な政治感情とその実践に関係があった。
アメリカ合衆国の建国者（建国の父）たちは、ヨーロッパの事例を参考としたことを明らかにしている。
- ジェームズ・マディソン（「合衆国憲法の父」）は、バージニア会議での合衆国憲法批准に際しての演説でネーデルラント連邦共和国とスイス連邦を挙げて称賛していた。憲法批准を訴えた論文集『ザ・フェデラリスト』の18編 - 20編でもイロコイについて触れておらず、マディソンは前記2国とアカイア同盟（古代ギリシア）、ポーランド、神聖ローマ帝国について書いていた。[54]
- ジョン・アダムズ（のちの第2代大統領）は、1787年の『アメリカ諸邦憲法擁護論』[注 12]全3巻で古代のギリシア人から近代のイングランド人までの歴史上存在した国制を挙げて詳細に分析した。また、本書でインディアンを参照事例として挙げたのは全3巻中6つのみであると、アメリカ歴史考古学者のフィリップ・レビーは指摘している。[55]

外交上の目的
S・B・ペインは1744年の「連合を形成すべきとの“忠告”」について、単にフランスとの戦いにおいてイギリスと同盟関係にあったイロコイが、イギリス領の北米植民地を自身の強力な同盟者にする目的で行った助言と解釈すべきだとする。大陸会議の時期にアメリカ側がイロコイ側との接触を求めた理由についても、対英独立戦争への協力を求める外交上の都合によるものでイロコイの政治システムに対する尊敬からではなかったとし、この時にあえて1744年の助言を役立つものと見なす理由がなかったと指摘している。

#### 異説が指摘する個別の事例
- ベンジャミン・フランクリンはオールバニ会議（1754年）の連合案についてイロコイを参考にしたとは書き記しておらず、S・B・ペインは連合案の内容に関しても、約20年後の大陸会議時代にフランクリンが各邦の連合のために提案したものとは大幅に異なっていたと指摘する[53]。
- トーマス・ジェファーソンがインディアンの使節団[注 8]にした演説（1802年）は、実際には「あなた方は私たちの法がこれ〔人身と財産の保護〕を果たすのに優れていると気付くことでしょう。あなた方はそれら〔法と判事（という制度）〕の下で生きたいと思うことでしょう…」と同演説中にも述べていた。演説としては、ヨーロッパ的様式を取り入れさせてインディアンたちをアングロ・アメリカに同化させようとしたジェファーソンの考え（ヨーロッパ中心主義）が表れており、レビーは全体を通して見ればイロコイ文化に対する尊敬が読み取れないことを強調している。[57]

## 六部族連合を構成する六部族

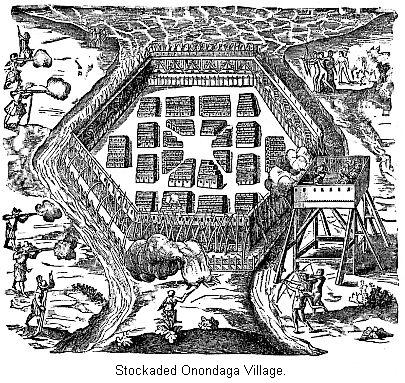
オノンダーガ族の村（17世紀、サミュエル・ド・シャンプラン画）

アメリカおよびカナダの六部族。
- セネカ族（英語版）　オノドワーガ　Onodowohgah（「大きな丘の人々[6]」）ともいう。「西の戸[6]」であり、「六兄弟の“長兄”」。
- モホーク族　カニエンケハカ　Kanienkehaka（「火打ち石を持つ人々[6]」）ともいう。「東の戸[6]」。
- オノンダーガ族（英語版）　オヌンダガオノ　Onundagaono（「丘の人々[6]」）「炎の守り手[6]」であり、「六兄弟の“兄”」
- オナイダ族（英語版）　オナヨテカオノ　Onayotekaono（「立ち石の人々[6]」）ともいう。「中央の炎を守るもの」であり、「六兄弟の“弟”」。
- カユーガ族（英語版）　グヨーコーニョ　Guyohkohnyo（「湿地の人々[6]」）ともいう。「聖なるパイプを守るもの」であり、「六兄弟の“弟”」。
- タスカローラ族（英語版）　スカルレン　Ska Ru ren（「麻を採る人たち」）ともいう。　18世紀初頭に加わった「六兄弟の“弟”」。

## インディアン・カジノ
「インディアン・カジノ」は、保留地と連動したアメリカ連邦政府との連邦条約規定に基づくインディアン部族の権利である。貧困にあえぐインディアン部族にとってこれは、「現代のバッファロー」と呼ばれる最後の切り札である。イロコイ連邦では現在、3部族が以下のカジノを運営している。
セネカ族
「セネカ・アレガニー・カジノ」
「セネカ・ゲーミング・エンターテインメント」 - 二か所で営業
「セネカ・ナイアガラ・カジノ」
「レイクサイド・ゲーミング」
「バッファロー渓流カジノ」
モホーク族
「アクウェサスネ・モホーク・カジノ」
「モホーク・ビンゴ・パレス」
「モホーク・モンチセロ競馬場&カジノ・リゾート」 - 競馬場も併設した娯楽リゾート
「モホーク・山岳カジノ・リゾート」
オナイダ族
「曲がり角の石のカジノ･リゾート」

## 各部族の代表的な首長

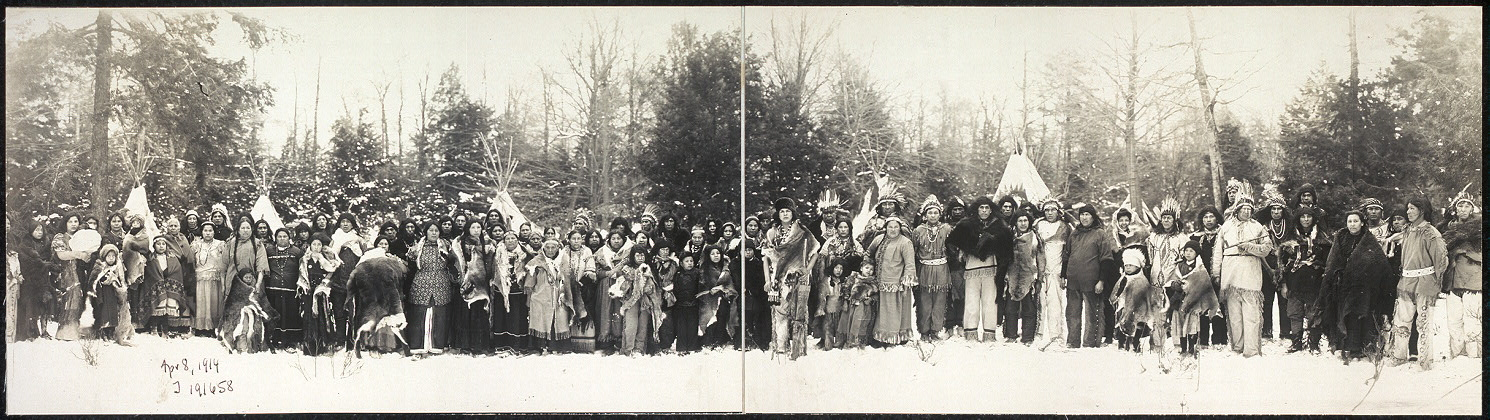
バッファロー (ニューヨーク州)での集合写真（1914年）

セネカ族
レッド・ジャケット（ソゴイェワファ　Sogoyewapha）セネカ族の英雄
コーンプランター（カイイオントワコン　Kaiiontwa'kon）セネカ族首長
ハンサム・レイク（ガネオディヨ　Ganeodiyo）　セネカ族首長
モホーク族
ハイアワサ（Hiawatha）　モホーク族の戦士。17世紀にワイアンドット族のデガナウィダとともにイロコイ連邦を創設した英雄。
ジョセフ・ブラント（タイイェンダナゲア　Thayendanagea）　モホーク族首長
ヘンドリック・テヤノギン（チヤノガ　Tiyanoga）　モホーク族首長

## 影響を与えた事柄
- ベル社のヘリコプター「UH-1 イロコイ」の名前は本イロコイ族に由来している。

- 1992年、イギリスの音楽バンド「ジャミロクワイ」が「イロコイ」を考慮してバンド名を造語した。リーダーのジェイ・ケイが子供の頃ベトナム戦争について調べた時、戦争で使用された上記ヘリコプターの名前の由来が印象に残っており、先住民や迫害された人種を考慮してイロコイをバンド名に織り交ぜた[58]。詳細はジャミロクワイの「バンド名」参照。